# 喬·弗拉科
喬·弗拉科（英語：Joe Flacco，1985年1月16日—），美式足球四分卫，曾长期效力于巴尔的摩乌鸦。大学期间他先后在匹兹堡大学和特拉华大学的校队打球。
2008年，弗拉科被巴尔的摩乌鸦队于第1轮第18顺位选中。2012赛季，他带领巴尔的摩乌鸦队在季后赛中对阵丹佛野马时，在常规时间最后时刻扔出来70码达阵传球，将比赛拖入加时，被称作里高奇迹，之后又以34比31战胜舊金山49人队，获得第四十七届超级碗，并当选超级碗最有价值球员。2013年3月，他和乌鸦队签下了6年1.206亿美元的大合同，成为当时NFL历史上收入最高的四分卫（后被其他人超越）。
2019年初，弗拉科离开乌鸦队，队内四分卫由新人拉马尔·杰克逊接棒，弗拉科在乌鸦队的10年中，共带领球队6次杀入季后赛并赢下1次超级碗。之后弗拉科辗转于NFL多队。